# Акжол (Ордабасинский район)
Акжол (каз. Ақжол, до 1999 г. — Большевик) — село в Ордабасинском районе Туркестанской области Казахстана. Входит в состав Карааспанского сельского округа. Код КАТО — 514643300.

## Население
В 1999 году население села составляло 696 человек (363 мужчины и 333 женщины). По данным переписи 2009 года, в селе проживало 729 человек (389 мужчин и 340 женщин).